# Доброта (фільм)
«Доброта» (рос. «Доброта») — російський радянський художній фільм 1977 року режисера  Едуарда Гаврилова за мотивами повісті  Семена Ласкіна «Абсолютний слух».

## Сюжет
Нова вчителька літератури Марія Миколаївна Стурженцова вважає, що основою виховання учнів повинна бути Доброта в найвищому розумінні цього слова. Знайти шлях до серця, розбудити совість — ось що, на її думку, головне.
Позиція директора школи Леоніда Павловича Прохоренка була іншою. Очоливши школу в часи, коли там панувала сонна атмосфера, він вирішує ввести шкільне самоврядування, створити дитячий актив — з тих, хто зовсім недавно були хуліганами, в кого є, але неправильно використовуються організаторський талант і здатність бути лідером.
Різниця методик приводить до серйозних розбіжностей керівника школи і вчительки…

## У ролях
- Тамара Сьоміна —  Марія Миколаївна, вчитель літератури
- Леонід Неведомський —  Леонід Павлович Прохоренко, директор школи
- Микола Константинов —  Юра Щукін
- Володя Звягін —  Сергій Зав'ялов
- Андрій Гусєв —  Петро Луков
- Аліна Покровська —  Люся, дружина Прохоренка
- Валентина Сперантова —  Параска Василівна, бабуся Юри Щукіна
- Олександр Январьов —  співробітник школи
- Олександр Вокач —  вчитель
- Емілія Мільтон —  Павла Василівна
- Микола Парфьонов —  сусід Щукіна
- Надія Самсонова —  вчителька

## Знімальна група
- Автор сценарію:  Семен Ласкін,  Василь Соловйов
- Режисер:  Едуард Гаврилов
- Оператор:  Володимир Архангельський
- Художник:  Ольга Кравченя